# Aşağı Akgüney, Alaçam
Aşağı Akgüney là một xã thuộc huyện Alaçam, tỉnh Samsun, Thổ Nhĩ Kỳ. Dân số thời điểm năm 2010 là 488 người.